# 普瓦维利耶
普瓦维利耶（法語：Poisvilliers，法語發音：[pwavilje]）是法国厄尔-卢瓦省的一个市镇，位于该省中东部，属于沙特尔区和沙特尔城市圈公共社区。

## 地理
普瓦维利耶（48°30'30"N, 1°28'7"E）面积10.57 平方千米，位于法国中央-卢瓦尔河谷大区厄尔-卢瓦省，该省份为法国北部内陆省份，北起顺时针与厄尔省、伊夫林省、埃松省、卢瓦雷省、卢瓦-谢尔省、萨尔特省和奧恩省接壤。
与普瓦维利耶接壤的市镇（或旧市镇、城区）包括：莱沃、巴约莱韦克、弗雷奈勒日尔梅、贝谢尔-圣日耳曼、圣普雷。
普瓦维利耶的时区为UTC+01:00、UTC+02:00（夏令时）。

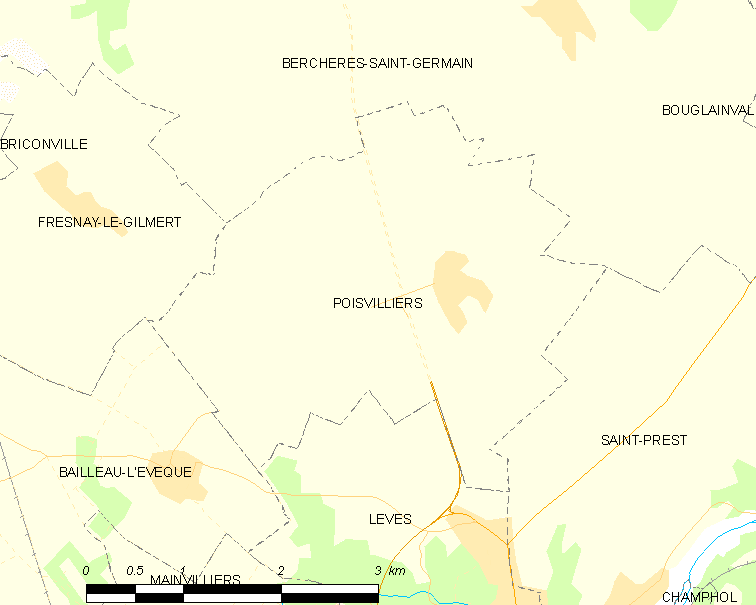
普瓦维利耶的OSM定位图

## 行政
普瓦维利耶的邮政编码为28300，INSEE市镇编码为28301。

## 政治
普瓦维利耶所属的省级选区为沙特尔第一县。

## 交通
法国国道N154线及厄尔-卢瓦省省道D133线和D134.10线等经过境内。

## 人口

1962-2008年间普瓦维利耶人口变化图示

普瓦维利耶于2022年1月1日时的人口数量为460人。